# Elezioni comunali in Sicilia del 2012
Le elezioni comunali in Sicilia del 2012 si tennero il 6 e 7 maggio (con ballottaggio il 20 e 21 maggio). 

## Provincia regionale di Palermo

### Palermo
| Candidati                                        | Candidati                  | II turno           | II turno           | I turno | I turno | Liste                            | Voti    | %     | Seggi |
| Candidati                                        | Candidati                  | Voti               | %                  | Voti    | %       | Liste                            | Voti    | %     | Seggi |
| ------------------------------------------------ | -------------------------- | ------------------ | ------------------ | ------- | ------- | -------------------------------- | ------- | ----- | ----- |
|                                                  | Leoluca Orlando ✔️ Sindaco | 158 010            | 72,43              | 105 286 | 47,42   | Italia dei Valori                | 28 312  | 10,24 | 30    |
| Federazione della Sinistra-Federazione dei Verdi | Leoluca Orlando ✔️ Sindaco | 158 010            | 72,43              | 105 286 | 47,42   | 13 130                           | 4,75    | –     |       |
|                                                  | Fabrizio Ferrandelli       | 60 139             | 27,57              | 38 498  | 17,34   | Partito Democratico              | 21 406  | 7,75  | 3     |
| Ora Palermo-Lista Ferrandelli                    | Fabrizio Ferrandelli       | 60 139             | 27,57              | 38 498  | 17,34   | 17 150                           | 6,21    | 2     |       |
| Riformisti per Palermo                           | Fabrizio Ferrandelli       | 60 139             | 27,57              | 38 498  | 17,34   | 6 489                            | 2,35    | –     |       |
| Sinistra Ecologia Libertà                        | Fabrizio Ferrandelli       | 60 139             | 27,57              | 38 498  | 17,34   | 6 129                            | 2,22    | –     |       |
|                                                  | Vincenzo Costa             | Vincenzo Costa     | Vincenzo Costa     | 28 000  | 12,61   | Il Popolo della Libertà          | 23 058  | 8,34  | 3     |
| Unione di Centro                                 | Vincenzo Costa             | Vincenzo Costa     | Vincenzo Costa     | 28 000  | 12,61   | 21 166                           | 7,66    | 3     |       |
| Grande Sud                                       | Vincenzo Costa             | Vincenzo Costa     | Vincenzo Costa     | 28 000  | 12,61   | 17 135                           | 6,20    | 2     |       |
| Lista Costa                                      | Vincenzo Costa             | Vincenzo Costa     | Vincenzo Costa     | 28 000  | 12,61   | 9 041                            | 3,27    | –     |       |
|                                                  | Alessandro Aricò           | Alessandro Aricò   | Alessandro Aricò   | 19 350  | 8,71    | Movimento per l'Autonomia        | 20 867  | 7,55  | 3     |
| Futuro e Libertà                                 | Alessandro Aricò           | Alessandro Aricò   | Alessandro Aricò   | 19 350  | 8,71    | 11 897                           | 4,30    | –     |       |
| Palermo Avvenire                                 | Alessandro Aricò           | Alessandro Aricò   | Alessandro Aricò   | 19 350  | 8,71    | 9 633                            | 3,49    | –     |       |
| Movimento Popolare Siciliano                     | Alessandro Aricò           | Alessandro Aricò   | Alessandro Aricò   | 19 350  | 8,71    | 9 200                            | 3,33    | –     |       |
| Chiama la Città                                  | Alessandro Aricò           | Alessandro Aricò   | Alessandro Aricò   | 19 350  | 8,71    | 3 855                            | 1,39    | –     |       |
| Alleanza per l'Italia                            | Alessandro Aricò           | Alessandro Aricò   | Alessandro Aricò   | 19 350  | 8,71    | 3 276                            | 1,19    | –     |       |
|                                                  | Maria Anna Caronia         | Maria Anna Caronia | Maria Anna Caronia | 15 968  | 7,19    | Amo Palermo                      | 17 280  | 6,25  | 2     |
| Cantiere Popolare                                | Maria Anna Caronia         | Maria Anna Caronia | Maria Anna Caronia | 15 968  | 7,19    | 17 076                           | 6,18    | 2     |       |
| Partito Tradizional Popolare-Noi Sud             | Maria Anna Caronia         | Maria Anna Caronia | Maria Anna Caronia | 15 968  | 7,19    | 979                              | 0,35    | –     |       |
| UDEUR                                            | Maria Anna Caronia         | Maria Anna Caronia | Maria Anna Caronia | 15 968  | 7,19    | 491                              | 0,18    | –     |       |
|                                                  | Riccardo Nuti              | Riccardo Nuti      | Riccardo Nuti      | 10 910  | 4,91    | Movimento 5 Stelle               | 11 707  | 4,24  | –     |
|                                                  | Tommaso Dragotto           | Tommaso Dragotto   | Tommaso Dragotto   | 1 985   | 0,89    | Movimento Impresa Palermo        | 3 215   | 1,16  | –     |
|                                                  | Giuseppe Mauro             | Giuseppe Mauro     | Giuseppe Mauro     | 823     | 0,37    | Alleanza di Centro               | 2 369   | 0,86  | –     |
|                                                  | Rosella Accardo            | Rosella Accardo    | Rosella Accardo    | 630     | 0,28    | Movimento dei Forconi            | 786     | 0,28  | –     |
|                                                  | Marco Priulla              | Marco Priulla      | Marco Priulla      | 364     | 0,16    | Partito Comunista dei Lavoratori | 404     | 0,15  | –     |
|                                                  | Gioacchino Basile          | Gioacchino Basile  | Gioacchino Basile  | 235     | 0,11    | Liberiamo Palermo                | 303     | 0,11  | –     |
| Totale                                           | Totale                     | 218 149            | 100                | 222 049 | 100     |                                  | 276 354 | 100   | 50    |
|                                                  |                            |                    |                    |         |         |                                  |         |       |       |
| Fonte: Ministero dell'interno                    |                            |                    |                    |         |         |                                  |         |       |       |

### Belmonte Mezzagno
|                               | Pietro Di Liberto ✔️ Sindaco | 3 618 | 65,06 | Belmonte al Centro | 2 080 | 31,41 | 7  |  |  |
| Partito Democratico           | Pietro Di Liberto ✔️ Sindaco | 3 618 | 65,06 | 2 036 | 30,75 | 6     |    |  |  |
|                               | Salvatore Caltagirone        | 1 202 | 21,61 | Cantiere Popolare | 1 152 | 17,40 | 4  |  |  |
| Amo Belmonte                  | Salvatore Caltagirone        | 1 202 | 21,61 | 821 | 12,40 | 2     |    |  |  |
|                               | Francesco La Barbera         | 741   | 13,32 | La Sinistra per Belmonte (Federazione della Sinistra-Sinistra Ecologia Libertà-Italia dei Valori-Federazione dei Verdi) | 533   | 8,05  | 1  |  |  |
| Totale                        | Totale                       | 5 561 | 100   | | 6 622 | 100   | 20 |  |  |
|                               |                              |       |       | |       |       |    |  |  |
| Fonte: Ministero dell'interno |                              |       |       | |       |       |    |  |  |

### Cefalù
|                               | Rosario Lapunzina ✔️ Sindaco | 3 325 | 40,23 | Svolta Democratica                                  | 1 339 | 14,10 | 4  |  |  |
| Partito Democratico           | Rosario Lapunzina ✔️ Sindaco | 3 325 | 40,23 | 1 279                                               | 13,47 | 3     |    |  |  |
| Unione di Centro              | Rosario Lapunzina ✔️ Sindaco | 3 325 | 40,23 | 428                                                 | 4,51  | –     |    |  |  |
| Movimento per l'Autonomia     | Rosario Lapunzina ✔️ Sindaco | 3 325 | 40,23 | 246                                                 | 2,59  | –     |    |  |  |
|                               | Edoardo Croci                | 2 190 | 26,50 | Grande Sud                                          | 1 244 | 13,10 | 4  |  |  |
| Il Popolo della Libertà       | Edoardo Croci                | 2 190 | 26,50 | 821                                                 | 8,64  | 2     |    |  |  |
| Leali per Cefalù              | Edoardo Croci                | 2 190 | 26,50 | 673                                                 | 7,09  | 1     |    |  |  |
| Urbe Città Nuova              | Edoardo Croci                | 2 190 | 26,50 | 614                                                 | 6,46  | 1     |    |  |  |
|                               | Vittorio Sgarbi              | 1 621 | 19,62 | Partito della Rivoluzione-Cefalù Laboratorio Sgarbi | 707   | 7,44  | 2  |  |  |
| Cefalù Cambia                 | Vittorio Sgarbi              | 1 621 | 19,62 | 650                                                 | 6,84  | 1     |    |  |  |
|                               | Giuseppe Guercio             | 721   | 8,72  | Onestà e Tradizione                                 | 547   | 5,76  | 1  |  |  |
| Cantiere Popolare             | Giuseppe Guercio             | 721   | 8,72  | 389                                                 | 4,10  | –     |    |  |  |
|                               | Mauro Caliò                  | 204   | 2,47  | Cefalù Possibile-Mauro Caliò Sindaco con Vendola    | 340   | 3,58  | –  |  |  |
|                               | Rosa Anna Maria Testa        | 203   | 2,46  | Cefalù Viva                                         | 221   | 2,33  | –  |  |  |
| Totale                        | Totale                       | 8 264 | 100   |                                                     | 9 498 | 100   | 20 |  |  |
|                               |                              |       |       |                                                     |       |       |    |  |  |
| Fonte: Ministero dell'interno |                              |       |       |                                                     |       |       |    |  |  |

### Corleone
|                                  | Leoluchina Savona ✔️ Sindaca | 2 994 | 46,45 | Mi Ci Vedo           | 1 462 | 19,33 | 5  |  |  |
| Viva Corleone-Cantiere Popolare  | Leoluchina Savona ✔️ Sindaca | 2 994 | 46,45 | 1 277                | 16,88 | 4     |    |  |  |
| Corleone Futura-Punto...e a Capo | Leoluchina Savona ✔️ Sindaca | 2 994 | 46,45 | 569                  | 7,52  | 2     |    |  |  |
| Corleone Produttiva              | Leoluchina Savona ✔️ Sindaca | 2 994 | 46,45 | 519                  | 6,86  | 1     |    |  |  |
| Alleanza per Corleone            | Leoluchina Savona ✔️ Sindaca | 2 994 | 46,45 | 378                  | 5,00  | –     |    |  |  |
|                                  | Giuseppe Ciprianni           | 2 975 | 46,15 | Unione di Centro     | 1 360 | 17,98 | 4  |  |  |
| Con Cipriani per Corleone        | Giuseppe Ciprianni           | 2 975 | 46,15 | 916                  | 12,11 | 2     |    |  |  |
| Corleone Operosa                 | Giuseppe Ciprianni           | 2 975 | 46,15 | 803                  | 10,62 | 2     |    |  |  |
|                                  | Mario Giuseppe Midulla       | 477   | 7,40  | Insieme per Corleone | 280   | 3,70  | –  |  |  |
| Totale                           | Totale                       | 6 446 | 100   |                      | 7 564 | 100   | 20 |  |  |
|                                  |                              |       |       |                      |       |       |    |  |  |
| Fonte: Ministero dell'interno    |                              |       |       |                      |       |       |    |  |  |

### Villabate
|                               | Francesco Cerrito ✔️ Sindaco | 3 734 | 54,06 | Villabate Sindaco Cerrito   | 1 531 | 15,62 | 4  |  |  |
| Uniti per Villabate           | Francesco Cerrito ✔️ Sindaco | 3 734 | 54,06 | 1 296                       | 13,23 | 3     |    |  |  |
| Al Centro Villabate           | Francesco Cerrito ✔️ Sindaco | 3 734 | 54,06 | 1 195                       | 12,20 | 3     |    |  |  |
| Villabate Civica              | Francesco Cerrito ✔️ Sindaco | 3 734 | 54,06 | 931                         | 9,50  | 2     |    |  |  |
|                               | Gaetano Di Chiara            | 1 530 | 22,15 | Grande Sud                  | 659   | 6,73  | 2  |  |  |
| Il Popolo della Libertà       | Gaetano Di Chiara            | 1 530 | 22,15 | 656                         | 6,69  | 1     |    |  |  |
| Cantiere Popolare             | Gaetano Di Chiara            | 1 530 | 22,15 | 609                         | 6,21  | 1     |    |  |  |
| Movimento Popolare Siciliano  | Gaetano Di Chiara            | 1 530 | 22,15 | 377                         | 3,85  | –     |    |  |  |
| Alleanza per l'Italia         | Gaetano Di Chiara            | 1 530 | 22,15 | 328                         | 3,35  | –     |    |  |  |
|                               | Gaspare Centorbi             | 948   | 13,73 | Lavoro Famiglia Solidarietà | 1 236 | 12,61 | 3  |  |  |
| Una Città in Comune           | Gaspare Centorbi             | 948   | 13,73 | 298                         | 3,04  | –     |    |  |  |
|                               | Francesco Valenza            | 695   | 10,06 | Partito Democratico         | 663   | 6,77  | 1  |  |  |
| Totale                        | Totale                       | 6 907 | 100   |                             | 9 799 | 100   | 20 |  |  |
|                               |                              |       |       |                             |       |       |    |  |  |
| Fonte: Ministero dell'interno |                              |       |       |                             |       |       |    |  |  |

## Provincia regionale di Agrigento

### Agrigento
| Candidati                     | Candidati                | II turno        | II turno        | I turno | I turno | Liste                         | Voti   | %     | Seggi |
| Candidati                     | Candidati                | Voti            | %               | Voti    | %       | Liste                         | Voti   | %     | Seggi |
| ----------------------------- | ------------------------ | --------------- | --------------- | ------- | ------- | ----------------------------- | ------ | ----- | ----- |
|                               | Marco Zambuto ✔️ Sindaco | 19 836          | 74,71           | 12 341  | 39,71   | Patto per il Territorio       | 4 823  | 13,83 | 5     |
| Unione di Centro              | Marco Zambuto ✔️ Sindaco | 19 836          | 74,71           | 12 341  | 39,71   | 4 200                         | 12,04  | 4     |       |
|                               | Salvatore Pennica        | 6 716           | 25,29           | 6 893   | 22,18   | Il Popolo della Libertà       | 5 170  | 14,82 | 5     |
| Grande Sud                    | Salvatore Pennica        | 6 716           | 25,29           | 6 893   | 22,18   | 3 844                         | 11,02  | 4     |       |
| Cantiere Popolare             | Salvatore Pennica        | 6 716           | 25,29           | 6 893   | 22,18   | 2 147                         | 6,15   | 2     |       |
| Epolis                        | Salvatore Pennica        | 6 716           | 25,29           | 6 893   | 22,18   | 1 549                         | 4,44   | –     |       |
|                               | Maria Lo Bello           | Maria Lo Bello  | Maria Lo Bello  | 5 105   | 16,43   | Movimento per l'Autonomia (A) | 4 559  | 13,07 | 5     |
| Partito Democratico           | Maria Lo Bello           | Maria Lo Bello  | Maria Lo Bello  | 5 105   | 16,43   | 2 710                         | 7,77   | 2     |       |
| Futuro e Libertà (A)          | Maria Lo Bello           | Maria Lo Bello  | Maria Lo Bello  | 5 105   | 16,43   | 2 613                         | 7,49   | 3     |       |
| Alleanza per l'Italia         | Maria Lo Bello           | Maria Lo Bello  | Maria Lo Bello  | 5 105   | 16,43   | 1 319                         | 3,78   | –     |       |
| Lista Agrigento Protagonista  | Maria Lo Bello           | Maria Lo Bello  | Maria Lo Bello  | 5 105   | 16,43   | 200                           | 0,57   | –     |       |
|                               | Giuseppe Arnone          | Giuseppe Arnone | Giuseppe Arnone | 3 474   | 11,18   | Miglior Sindaco di Agrigento  | 208    | 0,60  | –     |
|                               | Giampiero Carta          | Giampiero Carta | Giampiero Carta | 3 265   | 10,51   | Agrigento Bene Comune         | 1 545  | 4,43  | –     |
| Totale                        | Totale                   | 26 552          | 100             | 31 078  | 100     |                               | 34 883 | 100   | 30    |
|                               |                          |                 |                 |         |         |                               |        |       |       |
| Fonte: Ministero dell'interno |                          |                 |                 |         |         |                               |        |       |       |

### Aragona
|                                          | Salvatore Parello ✔️ Sindaco | 3 507 | 59,68 | Fare Italia      | 1 046 | 16,16 | 4  |  |  |
| Cantiere Popolare                        | Salvatore Parello ✔️ Sindaco | 3 507 | 59,68 | 716              | 11,06 | 2     |    |  |  |
| Unione di Centro                         | Salvatore Parello ✔️ Sindaco | 3 507 | 59,68 | 502              | 7,76  | 2     |    |  |  |
| Autonomisti Forti e Liberi               | Salvatore Parello ✔️ Sindaco | 3 507 | 59,68 | 488              | 7,54  | 1     |    |  |  |
| Il Popolo della Libertà                  | Salvatore Parello ✔️ Sindaco | 3 507 | 59,68 | 463              | 7,15  | 1     |    |  |  |
| Grande Sud                               | Salvatore Parello ✔️ Sindaco | 3 507 | 59,68 | 397              | 6,13  | 1     |    |  |  |
| Coesione per Aragona                     | Salvatore Parello ✔️ Sindaco | 3 507 | 59,68 | 368              | 5,69  | 1     |    |  |  |
|                                          | Giuseppe Pendolino           | 2 369 | 40,32 | Futuro e Libertà | 1 216 | 18,79 | 4  |  |  |
| Movimento per l'Autonomia                | Giuseppe Pendolino           | 2 369 | 40,32 | 497              | 7,68  | 2     |    |  |  |
| Partito Democratico                      | Giuseppe Pendolino           | 2 369 | 40,32 | 364              | 5,62  | 1     |    |  |  |
| Pendolino Sindaco                        | Giuseppe Pendolino           | 2 369 | 40,32 | 221              | 3,41  | –     |    |  |  |
| Alleanza Aragonese-Alleanza per l'Italia | Giuseppe Pendolino           | 2 369 | 40,32 | 194              | 3,00  | –     |    |  |  |
| Totale                                   | Totale                       | 5 876 | 100   |                  | 6 472 | 100   | 20 |  |  |
|                                          |                              |       |       |                  |       |       |    |  |  |
| Fonte: Ministero dell'interno            |                              |       |       |                  |       |       |    |  |  |

### Campobello di Licata
|                                      | Giovanni Gioacchino Picone ✔️ Sindaco | 3 157 | 52,55 | Partito Democratico     | 1 230 | 18,69 | 4  |  |  |
| Libertà e Autonomia                  | Giovanni Gioacchino Picone ✔️ Sindaco | 3 157 | 52,55 | 848                     | 12,89 | 3     |    |  |  |
| Movimento per l'Autonomia            | Giovanni Gioacchino Picone ✔️ Sindaco | 3 157 | 52,55 | 793                     | 12,05 | 3     |    |  |  |
| Noi X Campobello                     | Giovanni Gioacchino Picone ✔️ Sindaco | 3 157 | 52,55 | 736                     | 11,19 | 2     |    |  |  |
|                                      | Giovanni Gioacchino D'Angelo          | 2 434 | 40,51 | Patto per il Territorio | 911   | 13,84 | 3  |  |  |
| Campobello Libera Movimento Politico | Giovanni Gioacchino D'Angelo          | 2 434 | 40,51 | 659                     | 10,02 | 2     |    |  |  |
| Unione di Centro                     | Giovanni Gioacchino D'Angelo          | 2 434 | 40,51 | 540                     | 8,21  | 1     |    |  |  |
| Autonomisti Forti e Liberi           | Giovanni Gioacchino D'Angelo          | 2 434 | 40,51 | 412                     | 6,26  | 1     |    |  |  |
|                                      | Angelisa Falsone                      | 417   | 6,94  | Il Popolo della Libertà | 451   | 6,85  | 1  |  |  |
| Totale                               | Totale                                | 6 008 | 100   |                         | 6 580 | 100   | 20 |  |  |
|                                      |                                       |       |       |                         |       |       |    |  |  |
| Fonte: Ministero dell'interno        |                                       |       |       |                         |       |       |    |  |  |

### Raffadali
|                                              | Giacomo Di Benedetto ✔️ Sindaco | 3 537 | 42,94 | Partito Democratico       | 1 277 | 14,26 | 5  |  |  |
| Movimento per l'Autonomia                    | Giacomo Di Benedetto ✔️ Sindaco | 3 537 | 42,94 | 1 099                     | 12,27 | 5     |    |  |  |
| Futuro e Libertà                             | Giacomo Di Benedetto ✔️ Sindaco | 3 537 | 42,94 | 502                       | 5,60  | 2     |    |  |  |
| Unione di Centro                             | Giacomo Di Benedetto ✔️ Sindaco | 3 537 | 42,94 | 430                       | 4,80  | –     |    |  |  |
| Comunisti Italiani                           | Giacomo Di Benedetto ✔️ Sindaco | 3 537 | 42,94 | 358                       | 4,00  | –     |    |  |  |
| Società Civile Raffadalese                   | Giacomo Di Benedetto ✔️ Sindaco | 3 537 | 42,94 | 341                       | 3,81  | –     |    |  |  |
|                                              | Francesco La Porta              | 3 066 | 37,22 | Patto per il Territorio   | 1 704 | 19,02 | 4  |  |  |
| Movimento Libero-Percorsi Comuni             | Francesco La Porta              | 3 066 | 37,22 | 536                       | 5,98  | 1     |    |  |  |
| Raffadali Futura                             | Francesco La Porta              | 3 066 | 37,22 | 515                       | 5,75  | 1     |    |  |  |
| Cantiere Popolare                            | Francesco La Porta              | 3 066 | 37,22 | 506                       | 5,65  | 1     |    |  |  |
| Nuova Raffadali                              | Francesco La Porta              | 3 066 | 37,22 | 299                       | 3,34  | –     |    |  |  |
|                                              | Antonino Andrea Vizzì           | 887   | 10,77 | Movimento dei Forconi     | 307   | 3,43  | –  |  |  |
|                                              | Angelo Salemi                   | 747   | 9,07  | Lealisti-Impegno Costante | 606   | 6,76  | 1  |  |  |
| Partito della Rivoluzione-Laboratorio Sgarbi | Angelo Salemi                   | 747   | 9,07  | 282                       | 3,15  | –     |    |  |  |
| Alleanza per l'Italia                        | Angelo Salemi                   | 747   | 9,07  | 196                       | 2,19  | –     |    |  |  |
| Totale                                       | Totale                          | 8 237 | 100   |                           | 8 958 | 100   | 20 |  |  |
|                                              |                                 |       |       |                           |       |       |    |  |  |
| Fonte: Ministero dell'interno                |                                 |       |       |                           |       |       |    |  |  |

### Sciacca
|                                                              | Fabrizio Di Paola ✔️ Sindaco | 11 902 | 51,85 | Il Popolo della Libertà                              | 2 980  | 11,77 | 4  |  |  |
| Sciacca al Centro                                            | Fabrizio Di Paola ✔️ Sindaco | 11 902 | 51,85 | 2 228                                                | 8,80   | 3     |    |  |  |
| Progetto Sciacca                                             | Fabrizio Di Paola ✔️ Sindaco | 11 902 | 51,85 | 2 182                                                | 8,62   | 3     |    |  |  |
| Cantiere Popolare                                            | Fabrizio Di Paola ✔️ Sindaco | 11 902 | 51,85 | 2 107                                                | 8,32   | 3     |    |  |  |
| Uniti Più Forti (Unione di Centro-Sciacca Più-Forza Sciacca) | Fabrizio Di Paola ✔️ Sindaco | 11 902 | 51,85 | 2 009                                                | 7,94   | 3     |    |  |  |
| Patto del Sud (Grande Sud-Patto per il Territorio)           | Fabrizio Di Paola ✔️ Sindaco | 11 902 | 51,85 | 1 950                                                | 7,70   | 2     |    |  |  |
|                                                              | Gioacchino Marsala           | 5 098  | 22,21 | Movimento per l'Autonomia                            | 2 346  | 9,27  | 3  |  |  |
| Partito Democratico                                          | Gioacchino Marsala           | 5 098  | 22,21 | 1 892                                                | 7,47   | 3     |    |  |  |
| Alleanza per l'Italia                                        | Gioacchino Marsala           | 5 098  | 22,21 | 2 265                                                | 8,95   | 3     |    |  |  |
| Futuro e Libertà                                             | Gioacchino Marsala           | 5 098  | 22,21 | 1 856                                                | 7,33   | 2     |    |  |  |
|                                                              | Vincenzo Guirreri            | 2 180  | 9,50  | Sciacca per il Bene Comune-Sinistra Ecologia Libertà | 1 515  | 5,99  | 1  |  |  |
|                                                              | Emma Giannì                  | 2 040  | 8,89  | Movimento 5 Stelle                                   | 1 068  | 4,22  | –  |  |  |
|                                                              | Giuseppe Turco               | 1 734  | 7,55  | Italia dei Valori                                    | 914    | 3,61  | –  |  |  |
| Totale                                                       | Totale                       | 22 954 | 100   |                                                      | 25 312 | 100   | 30 |  |  |
|                                                              |                              |        |       |                                                      |        |       |    |  |  |
| Fonte: Ministero dell'interno                                |                              |        |       |                                                      |        |       |    |  |  |

## Provincia regionale di Caltanissetta

### Niscemi
| Candidati                                         | Candidati                    | II turno                 | II turno                 | I turno | I turno | Liste                            | Voti   | %     | Seggi |
| Candidati                                         | Candidati                    | Voti                     | %                        | Voti    | %       | Liste                            | Voti   | %     | Seggi |
| ------------------------------------------------- | ---------------------------- | ------------------------ | ------------------------ | ------- | ------- | -------------------------------- | ------ | ----- | ----- |
|                                                   | Francesco La Rosa ✔️ Sindaco | 7 377                    | 77,55                    | 4 428   | 32,16   | La Rosa Sindaco                  | 1 707  | 10,92 | 4     |
| La Voce del Popolo                                | Francesco La Rosa ✔️ Sindaco | 7 377                    | 77,55                    | 4 428   | 32,16   | 1 021                            | 6,53   | 2     |       |
| Fare Niscemi                                      | Francesco La Rosa ✔️ Sindaco | 7 377                    | 77,55                    | 4 428   | 32,16   | 726                              | 4,65   | –     |       |
| Grido Giovane                                     | Francesco La Rosa ✔️ Sindaco | 7 377                    | 77,55                    | 4 428   | 32,16   | 596                              | 3,81   | –     |       |
| Futuro e Libertà                                  | Francesco La Rosa ✔️ Sindaco | 7 377                    | 77,55                    | 4 428   | 32,16   | 526                              | 3,37   | –     |       |
| Alleanza per l'Italia                             | Francesco La Rosa ✔️ Sindaco | 7 377                    | 77,55                    | 4 428   | 32,16   | 364                              | 2,33   | –     |       |
| Movimento Popolare Siciliano                      | Francesco La Rosa ✔️ Sindaco | 7 377                    | 77,55                    | 4 428   | 32,16   | 233                              | 1,49   | –     |       |
|                                                   | Giovanni Di Martino          | 7 063                    | 74,25                    | 5 002   | 36,33   | Partito Democratico              | 1 863  | 11,92 | 4     |
| Movimento per l'Autonomia                         | Giovanni Di Martino          | 7 063                    | 74,25                    | 5 002   | 36,33   | 1 671                            | 10,69  | 3     |       |
| Niscemi Democratica                               | Giovanni Di Martino          | 7 063                    | 74,25                    | 5 002   | 36,33   | 1 266                            | 8,10   | 3     |       |
| Grande Sud                                        | Giovanni Di Martino          | 7 063                    | 74,25                    | 5 002   | 36,33   | 1 136                            | 7,27   | 2     |       |
| I Riformisti per Niscemi                          | Giovanni Di Martino          | 7 063                    | 74,25                    | 5 002   | 36,33   | 848                              | 5,43   | 2     |       |
| Unione di Centro                                  | Giovanni Di Martino          | 7 063                    | 74,25                    | 5 002   | 36,33   | 417                              | 2,67   | –     |       |
|                                                   | Rosario Giuseppe Meli        | Rosario Giuseppe Meli    | Rosario Giuseppe Meli    | 2 362   | 17,15   | Alleanza Siciliana               | 745    | 4,77  | –     |
| Cantiere Popolare                                 | Rosario Giuseppe Meli        | Rosario Giuseppe Meli    | Rosario Giuseppe Meli    | 2 362   | 17,15   | 541                              | 3,46   | –     |       |
| Amare Niscemi                                     | Rosario Giuseppe Meli        | Rosario Giuseppe Meli    | Rosario Giuseppe Meli    | 2 362   | 17,15   | 536                              | 3,43   | –     |       |
| Il Popolo della Libertà-Partito Liberale Italiano | Rosario Giuseppe Meli        | Rosario Giuseppe Meli    | Rosario Giuseppe Meli    | 2 362   | 17,15   | 323                              | 2,07   | –     |       |
|                                                   | Viviana Flavia Stefanini     | Viviana Flavia Stefanini | Viviana Flavia Stefanini | 1 104   | 8,02    | Viviana Stefanini Sindaco        | 521    | 3,33  | –     |
|                                                   | Massimo Di Bennardo          | Massimo Di Bennardo      | Massimo Di Bennardo      | 406     | 2,95    | Di Bennardo Sindaco              | 262    | 1,68  | –     |
|                                                   | Marino Miceli                | Marino Miceli            | Marino Miceli            | 322     | 2,34    | Niscemi Bene Comune-Futuro Verde | 217    | 1,39  | –     |
|                                                   | Salvatore Tinnirello         | Salvatore Tinnirello     | Salvatore Tinnirello     | 146     | 1,06    | Sinistra Ecologia Libertà        | 108    | 0,69  | –     |
| Totale                                            | Totale                       | 9 512                    | 100                      | 13 770  | 100     |                                  | 15 627 | 100   | 20    |
|                                                   |                              |                          |                          |         |         |                                  |        |       |       |
| Fonte: Ministero dell'interno                     |                              |                          |                          |         |         |                                  |        |       |       |

## Provincia regionale di Catania

### Aci Catena
| Candidati                                      | Candidati                                | II turno                       | II turno                       | I turno | I turno | Liste                                                                                       | Voti   | %     | Seggi |
| Candidati                                      | Candidati                                | Voti                           | %                              | Voti    | %       | Liste                                                                                       | Voti   | %     | Seggi |
| ---------------------------------------------- | ---------------------------------------- | ------------------------------ | ------------------------------ | ------- | ------- | ------------------------------------------------------------------------------------------- | ------ | ----- | ----- |
|                                                | Ascenzio Maria Catana Maesano ✔️ Sindaco | 6 478                          | 57,15                          | 6 512   | 49,54   | Aci Catena                                                                                  | 2 308  | 13,92 | 4     |
| Insieme per Aci Catena                         | Ascenzio Maria Catana Maesano ✔️ Sindaco | 6 478                          | 57,15                          | 6 512   | 49,54   | 1 675                                                                                       | 10,10  | 3     |       |
| Aci Catena per l'Autonomia                     | Ascenzio Maria Catana Maesano ✔️ Sindaco | 6 478                          | 57,15                          | 6 512   | 49,54   | 1 577                                                                                       | 9,51   | 2     |       |
| Alleanza Tricolore                             | Ascenzio Maria Catana Maesano ✔️ Sindaco | 6 478                          | 57,15                          | 6 512   | 49,54   | 1 515                                                                                       | 9,13   | 2     |       |
| Movimento per l'Autonomia Civica-Lo Strappo    | Ascenzio Maria Catana Maesano ✔️ Sindaco | 6 478                          | 57,15                          | 6 512   | 49,54   | 1 263                                                                                       | 7,61   | 2     |       |
| Uniti per la Città                             | Ascenzio Maria Catana Maesano ✔️ Sindaco | 6 478                          | 57,15                          | 6 512   | 49,54   | 929                                                                                         | 5,60   | 1     |       |
| Un Progetto per le Frazioni-L'Altra Aci Catena | Ascenzio Maria Catana Maesano ✔️ Sindaco | 6 478                          | 57,15                          | 6 512   | 49,54   | 901                                                                                         | 5,43   | 1     |       |
| Grande Sud                                     | Ascenzio Maria Catana Maesano ✔️ Sindaco | 6 478                          | 57,15                          | 6 512   | 49,54   | 815                                                                                         | 4,91   | –     |       |
|                                                | Francesco Petralia                       | 4 857                          | 42,85                          | 3 656   | 27,81   | Idee in Comune con Petralia Sindaco                                                         | 2 639  | 15,91 | 4     |
| Unione di Centro                               | Francesco Petralia                       | 4 857                          | 42,85                          | 3 656   | 27,81   | 1 833                                                                                       | 11,05  | 2     |       |
| Lista Civica per Aci Catena                    | Francesco Petralia                       | 4 857                          | 42,85                          | 3 656   | 27,81   | 37                                                                                          | 0,22   | –     |       |
|                                                | Sebastiano Oliveri                       | Sebastiano Oliveri             | Sebastiano Oliveri             | 2 212   | 16,83   | La Destra-Alleanza Siciliana (A)                                                            | 441    | 2,66  | –     |
| Orgoglio Catenoto (A)                          | Sebastiano Oliveri                       | Sebastiano Oliveri             | Sebastiano Oliveri             | 2 212   | 16,83   | 20                                                                                          | 0,12   | –     |       |
|                                                | Cinzia Longo                             | Cinzia Longo                   | Cinzia Longo                   | 449     | 3,42    | Aci Catena Bene Comune (Sinistra Ecologia Libertà-Italia dei Valori-Rifondazione Comunista) | 297    | 1,79  | –     |
|                                                | Giuseppe Filippo Maria Santoro           | Giuseppe Filippo Maria Santoro | Giuseppe Filippo Maria Santoro | 317     | 2,41    | Partito Democratico                                                                         | 633    | 3,82  | –     |
| Totale                                         | Totale                                   | 11 335                         | 100                            | 13 146  | 100     |                                                                                             | 16 586 | 100   | 20    |
|                                                |                                          |                                |                                |         |         |                                                                                             |        |       |       |
| Fonte: Ministero dell'interno                  |                                          |                                |                                |         |         |                                                                                             |        |       |       |

### Caltagirone
| Candidati                                               | Candidati                 | II turno             | II turno             | I turno | I turno | Liste                                                                     | Voti   | %     | Seggi |
| Candidati                                               | Candidati                 | Voti                 | %                    | Voti    | %       | Liste                                                                     | Voti   | %     | Seggi |
| ------------------------------------------------------- | ------------------------- | -------------------- | -------------------- | ------- | ------- | ------------------------------------------------------------------------- | ------ | ----- | ----- |
|                                                         | Nicolò Bonanno ✔️ Sindaco | 13 507               | 69,03                | 4 453   | 22,96   | Progetto Caltagirone                                                      | 3 149  | 13,59 | 7     |
| Sintesi Autonomista                                     | Nicolò Bonanno ✔️ Sindaco | 13 507               | 69,03                | 4 453   | 22,96   | 3 043                                                                     | 13,13  | 7     |       |
| L'Altra Citta Autonomisti e Moderati per il Cambiamento | Nicolò Bonanno ✔️ Sindaco | 13 507               | 69,03                | 4 453   | 22,96   | 1 753                                                                     | 7,56   | 4     |       |
|                                                         | Alessandra Foti           | 6 059                | 30,97                | 4 453   | 22,96   | Alessandra Foti Sindaco                                                   | 2 449  | 10,57 | 3     |
| Partito Democratico                                     | Alessandra Foti           | 6 059                | 30,97                | 4 453   | 22,96   | 1 540                                                                     | 6,65   | 2     |       |
| Lista Gemma per il Centro Sinistra                      | Alessandra Foti           | 6 059                | 30,97                | 4 453   | 22,96   | 1 212                                                                     | 5,23   | 1     |       |
| Sindaco di Tutti                                        | Alessandra Foti           | 6 059                | 30,97                | 4 453   | 22,96   | 1 195                                                                     | 5,16   | 1     |       |
|                                                         | Sergio Gruttadauria       | Sergio Gruttadauria  | Sergio Gruttadauria  | 4 241   | 21,87   | Il Popolo della Libertà                                                   | 2 364  | 10,20 | 3     |
| Sergio Gruttadauria Sindaco                             | Sergio Gruttadauria       | Sergio Gruttadauria  | Sergio Gruttadauria  | 4 241   | 21,87   | 1 345                                                                     | 5,80   | 1     |       |
| Alleanza Popolare per Caltagirone                       | Sergio Gruttadauria       | Sergio Gruttadauria  | Sergio Gruttadauria  | 4 241   | 21,87   | 1 063                                                                     | 4,59   | –     |       |
|                                                         | Concetta Mancuso          | Concetta Mancuso     | Concetta Mancuso     | 1 529   | 7,88    | Caltagirone Bene Comune-Italia dei Valori                                 | 1 288  | 5,56  | 1     |
|                                                         | Francesco Perspicace      | Francesco Perspicace | Francesco Perspicace | 968     | 4,99    | Movimento 5 Stelle                                                        | 795    | 3,43  | –     |
|                                                         | Francesco Fonte           | Francesco Fonte      | Francesco Fonte      | 605     | 3,12    | Per Caltagirone Buon Governo è Libertà                                    | 542    | 2,34  | –     |
|                                                         | Carmelo Cinnirella        | Carmelo Cinnirella   | Carmelo Cinnirella   | 400     | 2,06    | Unione di Centro                                                          | 881    | 3,80  | –     |
|                                                         | Biagio Pace               | Biagio Pace          | Biagio Pace          | 382     | 1,97    | Insieme si Può                                                            | 220    | 0,95  | –     |
|                                                         | Giacomo Cascone           | Giacomo Cascone      | Giacomo Cascone      | 356     | 1,84    | Un'Altra Caltagirone è Possibile (Rifondazione Comunista-Cascone Sindaco) | 336    | 1,45  | –     |
| Totale                                                  | Totale                    | 19 566               | 100                  | 19 396  | 100     |                                                                           | 23 175 | 100   | 30    |
|                                                         |                           |                      |                      |         |         |                                                                           |        |       |       |
| Fonte: Ministero dell'interno                           |                           |                      |                      |         |         |                                                                           |        |       |       |

### Misterbianco
|                                                                                               | Antonino Di Guardo ✔️ Sindaco  | 11 783 | 56,18 | Movimento Volontari per Misterbianco | 3 049  | 11,38 | 5  |  |  |
| Misterbianco Rinasce con Te                                                                   | Antonino Di Guardo ✔️ Sindaco  | 11 783 | 56,18 | 2 128                                | 7,94   | 4     |    |  |  |
| Lavoro Cultura Solidarietà                                                                    | Antonino Di Guardo ✔️ Sindaco  | 11 783 | 56,18 | 2 090                                | 7,80   | 3     |    |  |  |
| Unione Civica per Misterbianco-Santapaola                                                     | Antonino Di Guardo ✔️ Sindaco  | 11 783 | 56,18 | 1 932                                | 7,21   | 3     |    |  |  |
| Misterbianco Libera                                                                           | Antonino Di Guardo ✔️ Sindaco  | 11 783 | 56,18 | 1 672                                | 6,24   | 3     |    |  |  |
|                                                                                               | Antonino Giuseppe Condorelli   | 6 668  | 31,79 | Amo Misterbianco                     | 2 778  | 10,37 | 3  |  |  |
| Il Popolo della Libertà                                                                       | Antonino Giuseppe Condorelli   | 6 668  | 31,79 | 2 505                                | 9,35   | 2     |    |  |  |
| Insieme per Misterbianco                                                                      | Antonino Giuseppe Condorelli   | 6 668  | 31,79 | 2 254                                | 8,41   | 2     |    |  |  |
| Movimento per l'Autonomia                                                                     | Antonino Giuseppe Condorelli   | 6 668  | 31,79 | 2 213                                | 8,26   | 2     |    |  |  |
| Famiglia Lavoro Solidarietà                                                                   | Antonino Giuseppe Condorelli   | 6 668  | 31,79 | 2 126                                | 7,93   | 2     |    |  |  |
| Movimento Popolare Misterbianco                                                               | Antonino Giuseppe Condorelli   | 6 668  | 31,79 | 1 290                                | 4,81   | –     |    |  |  |
| Grande Sud                                                                                    | Antonino Giuseppe Condorelli   | 6 668  | 31,79 | 511                                  | 1,91   | –     |    |  |  |
|                                                                                               | Massimo Carmelo Maria La Piana | 2 524  | 12,03 | Partito Democratico                  | 1 943  | 7,25  | 1  |  |  |
| Misterbianco Bene Comune (Sinistra Ecologia Libertà-Rifondazione Comunista-Italia dei Valori) | Massimo Carmelo Maria La Piana | 2 524  | 12,03 | 307                                  | 1,15   | –     |    |  |  |
| Totale                                                                                        | Totale                         | 20 975 | 100   |                                      | 26 798 | 100   | 30 |  |  |
|                                                                                               |                                |        |       |                                      |        |       |    |  |  |
| Fonte: Ministero dell'interno                                                                 |                                |        |       |                                      |        |       |    |  |  |

### Palagonia
| Candidati                     | Candidati                             | II turno          | II turno          | I turno | I turno | Liste                                                                | Voti   | %     | Seggi |
| Candidati                     | Candidati                             | Voti              | %                 | Voti    | %       | Liste                                                                | Voti   | %     | Seggi |
| ----------------------------- | ------------------------------------- | ----------------- | ----------------- | ------- | ------- | -------------------------------------------------------------------- | ------ | ----- | ----- |
|                               | Salvatore Valerio Marletta ✔️ Sindaco | 6 350             | 73,43             | 2 371   | 27,96   | Palagonia Bene Comune (Federazione della Sinistra-Italia dei Valori) | 865    | 8,61  | 12    |
|                               | Francesco Di Stefano                  | 2 298             | 26,57             | 1 746   | 20,59   | La Piazza                                                            | 1 271  | 12,65 | 2     |
| Orgoglio Palagonese           | Francesco Di Stefano                  | 2 298             | 26,57             | 1 746   | 20,59   | 1 000                                                                | 9,95   | 1     |       |
| Insieme per Palagonia         | Francesco Di Stefano                  | 2 298             | 26,57             | 1 746   | 20,59   | 823                                                                  | 8,19   | 1     |       |
|                               | Salvino Scalia                        | Salvino Scalia    | Salvino Scalia    | 1 529   | 18,03   | Partito Democratico                                                  | 1 195  | 11,89 | 1     |
| Scelta Giovane                | Salvino Scalia                        | Salvino Scalia    | Salvino Scalia    | 1 529   | 18,03   | 647                                                                  | 6,44   | 1     |       |
|                               | Gaetano Gravina                       | Gaetano Gravina   | Gaetano Gravina   | 1 069   | 12,61   | Movimento per l'Autonomia                                            | 1 329  | 13,23 | 1     |
| Palagonia Futura              | Gaetano Gravina                       | Gaetano Gravina   | Gaetano Gravina   | 1 069   | 12,61   | 840                                                                  | 8,36   | 1     |       |
|                               | Salvatore Salerno                     | Salvatore Salerno | Salvatore Salerno | 588     | 6,93    | Futuro e Libertà                                                     | 450    | 4,48  | –     |
|                               | Santa Napoli                          | Santa Napoli      | Santa Napoli      | 450     | 5,31    | Grande Sud                                                           | 420    | 4,18  | –     |
|                               | Giuseppe Ferraro                      | Giuseppe Ferraro  | Giuseppe Ferraro  | 429     | 5,06    | Rinnova Palagonia                                                    | 682    | 6,79  | –     |
|                               | Angelo Ragusa                         | Angelo Ragusa     | Angelo Ragusa     | 298     | 3,51    | Unione di Centro                                                     | 526    | 5,23  | –     |
| Totale                        | Totale                                | 8 648             | 100               | 8 480   | 100     |                                                                      | 10 048 | 100   | 20    |
|                               |                                       |                   |                   |         |         |                                                                      |        |       |       |
| Fonte: Ministero dell'interno |                                       |                   |                   |         |         |                                                                      |        |       |       |

### Paternò
| Candidati                                       | Candidati                         | II turno                          | II turno                          | I turno | I turno | Liste                                   | Voti   | %     | Seggi |
| Candidati                                       | Candidati                         | Voti                              | %                                 | Voti    | %       | Liste                                   | Voti   | %     | Seggi |
| ----------------------------------------------- | --------------------------------- | --------------------------------- | --------------------------------- | ------- | ------- | --------------------------------------- | ------ | ----- | ----- |
|                                                 | Mauro Mangano ✔️ Sindaco          | 14 873                            | 55,94                             | 10 448  | 38,69   | Partito Democratico                     | 3 760  | 12,56 | 13    |
| Cittadini in Comune con Mauro Mangano Sindaco   | Mauro Mangano ✔️ Sindaco          | 14 873                            | 55,94                             | 10 448  | 38,69   | 1 721                                   | 5,75   | 5     |       |
| Paternò Bene Comune                             | Mauro Mangano ✔️ Sindaco          | 14 873                            | 55,94                             | 10 448  | 38,69   | 1 196                                   | 4,00   | –     |       |
|                                                 | Antonino Naso                     | 11 713                            | 44,06                             | 10 228  | 37,87   | Movimento per l'Autonomia               | 3 568  | 11,92 | 2     |
| Lista Condorelli                                | Antonino Naso                     | 11 713                            | 44,06                             | 10 228  | 37,87   | 3 118                                   | 10,42  | 2     |       |
| Paternò nel Cuore (Grande Sud-Futuro e Libertà) | Antonino Naso                     | 11 713                            | 44,06                             | 10 228  | 37,87   | 2 650                                   | 8,85   | 2     |       |
| Autonomia-Lista Galvagno                        | Antonino Naso                     | 11 713                            | 44,06                             | 10 228  | 37,87   | 2 603                                   | 8,70   | 1     |       |
|                                                 | Vittorio Giovanni Maria Lo Presti | Vittorio Giovanni Maria Lo Presti | Vittorio Giovanni Maria Lo Presti | 5 385   | 19,94   | Il Popolo della Libertà                 | 5 521  | 18,44 | 3     |
| Movimento Cristiano Democratico                 | Vittorio Giovanni Maria Lo Presti | Vittorio Giovanni Maria Lo Presti | Vittorio Giovanni Maria Lo Presti | 5 385   | 19,94   | 1 982                                   | 6,62   | 1     |       |
| La Città                                        | Vittorio Giovanni Maria Lo Presti | Vittorio Giovanni Maria Lo Presti | Vittorio Giovanni Maria Lo Presti | 5 385   | 19,94   | 1 739                                   | 5,81   | 1     |       |
| Amo Paternò                                     | Vittorio Giovanni Maria Lo Presti | Vittorio Giovanni Maria Lo Presti | Vittorio Giovanni Maria Lo Presti | 5 385   | 19,94   | 1 356                                   | 4,53   | –     |       |
|                                                 | Michelangelo Reitano              | Michelangelo Reitano              | Michelangelo Reitano              | 387     | 1,43    | Forza Paternò                           | 118    | 0,39  | –     |
|                                                 | Luigi Francesco Cuscunà           | Luigi Francesco Cuscunà           | Luigi Francesco Cuscunà           | 354     | 1,31    | Insieme Sud (Insieme-Italia dei Valori) | 281    | 0,94  | –     |
|                                                 | Vincenzo Palumbo                  | Vincenzo Palumbo                  | Vincenzo Palumbo                  | 205     | 0,76    | Unione di Centro                        | 323    | 1,08  | –     |
| Totale                                          | Totale                            | 26 586                            | 100                               | 27 007  | 100     |                                         | 29 936 | 100   | 30    |
|                                                 |                                   |                                   |                                   |         |         |                                         |        |       |       |
| Fonte: Ministero dell'interno                   |                                   |                                   |                                   |         |         |                                         |        |       |       |

### Sant'Agata li Battiati
|                               | Carmelo Galati ✔️ Sindaco | 2 457 | 56,21 | Movimento per l'Autonomia | 1 387 | 24,39 | 6  |  |  |
| Galati Sindaco                | Carmelo Galati ✔️ Sindaco | 2 457 | 56,21 | 1 348                     | 23,70 | 5     |    |  |  |
| Famiglia Lavoro Solidarietà   | Carmelo Galati ✔️ Sindaco | 2 457 | 56,21 | 648                       | 11,39 | 2     |    |  |  |
| Unione di Centro              | Carmelo Galati ✔️ Sindaco | 2 457 | 56,21 | 500                       | 8,79  | 2     |    |  |  |
| Partito Democratico           | Carmelo Galati ✔️ Sindaco | 2 457 | 56,21 | 305                       | 5,36  | 1     |    |  |  |
|                               | Marco Nunzio Rubino       | 1 498 | 34,27 | Il Popolo della Libertà   | 719   | 12,64 | 3  |  |  |
| Idee Cambiamento Libertà      | Marco Nunzio Rubino       | 1 498 | 34,27 | 465                       | 8,18  | 1     |    |  |  |
| Generazione Battiati          | Marco Nunzio Rubino       | 1 498 | 34,27 | 43                        | 0,76  | –     |    |  |  |
|                               | Maria Adriana Rigano      | 416   | 9,52  | Battiati Bene Comune      | 272   | 4,78  | –  |  |  |
| Totale                        | Totale                    | 4 371 | 100   |                           | 5 687 | 100   | 20 |  |  |
|                               |                           |       |       |                           |       |       |    |  |  |
| Fonte: Ministero dell'interno |                           |       |       |                           |       |       |    |  |  |

### Tremestieri Etneo
| Candidati                     | Candidati                            | II turno              | II turno              | I turno | I turno | Liste                                            | Voti   | %     | Seggi |
| Candidati                     | Candidati                            | Voti                  | %                     | Voti    | %       | Liste                                            | Voti   | %     | Seggi |
| ----------------------------- | ------------------------------------ | --------------------- | --------------------- | ------- | ------- | ------------------------------------------------ | ------ | ----- | ----- |
|                               | Concetta Rapisarda Basile ✔️ Sindaca | 4 538                 | 50,61                 | 2 059   | 22,58   | Solo Sicilia-Progetto Tremestieri                | 876    | 7,82  | 2     |
| ViviTremestieri               | Concetta Rapisarda Basile ✔️ Sindaca | 4 538                 | 50,61                 | 2 059   | 22,58   | 702                                              | 6,27   | 1     |       |
| Nuova Luce su Tremestieri     | Concetta Rapisarda Basile ✔️ Sindaca | 4 538                 | 50,61                 | 2 059   | 22,58   | 393                                              | 3,51   | –     |       |
|                               | Santi Rando                          | 4 428                 | 49,39                 | 4 223   | 46,31   | Tremestieri in Movimento con Santi Rando Sindaco | 1 777  | 15,86 | 5     |
| Santi Rando Sindaco           | Santi Rando                          | 4 428                 | 49,39                 | 4 223   | 46,31   | 1 346                                            | 12,01  | 3     |       |
| Movimento per l'Autonomia     | Santi Rando                          | 4 428                 | 49,39                 | 4 223   | 46,31   | 970                                              | 8,66   | 2     |       |
| Unione di Centro              | Santi Rando                          | 4 428                 | 49,39                 | 4 223   | 46,31   | 946                                              | 8,44   | 2     |       |
| Il Popolo della Libertà       | Santi Rando                          | 4 428                 | 49,39                 | 4 223   | 46,31   | 692                                              | 6,18   | 1     |       |
| Ama Tremestieri Ist           | Santi Rando                          | 4 428                 | 49,39                 | 4 223   | 46,31   | 629                                              | 5,61   | 1     |       |
| Tremestieri Etneo Libera      | Santi Rando                          | 4 428                 | 49,39                 | 4 223   | 46,31   | 468                                              | 4,18   | –     |       |
|                               | Sebastiano Di Stefano                | Sebastiano Di Stefano | Sebastiano Di Stefano | 1 220   | 13,38   | Famiglia Lavoro Solidarietà (A)                  | 959    | 8,56  | 2     |
|                               | Carlo Maugeri                        | Carlo Maugeri         | Carlo Maugeri         | 669     | 7,34    | Grande Sud                                       | 303    | 2,70  | –     |
| Grande Tremestieri            | Carlo Maugeri                        | Carlo Maugeri         | Carlo Maugeri         | 669     | 7,34    | 115                                              | 1,03   | –     |       |
|                               | Guido Costa                          | Guido Costa           | Guido Costa           | 476     | 5,22    | Alleanza per Tremestieri Etneo                   | 251    | 2,24  | –     |
|                               | Gaetano Trifilò                      | Gaetano Trifilò       | Gaetano Trifilò       | 471     | 5,17    | Partito Democratico                              | 776    | 6,93  | 1     |
| Totale                        | Totale                               | 8 966                 | 100                   | 9 118   | 100     |                                                  | 11 203 | 100   | 20    |
|                               |                                      |                       |                       |         |         |                                                  |        |       |       |
| Fonte: Ministero dell'interno |                                      |                       |                       |         |         |                                                  |        |       |       |

## Provincia regionale di Enna

### Barrafranca
|                                         | Salvatore Lupo ✔️ Sindaco | 4 254 | 51,03 | Partito Democratico       | 1 145 | 12,19 | 3  |  |  |
| Il Popolo per Barrafranca               | Salvatore Lupo ✔️ Sindaco | 4 254 | 51,03 | 1 006                     | 10,71 | 3     |    |  |  |
| Movimento per la Libertà Barrese        | Salvatore Lupo ✔️ Sindaco | 4 254 | 51,03 | 826                       | 8,79  | 2     |    |  |  |
| Alleanza Democratica per Barrafranca    | Salvatore Lupo ✔️ Sindaco | 4 254 | 51,03 | 546                       | 5,81  | 1     |    |  |  |
| Il Vessillo del Vespro per Barrafranca  | Salvatore Lupo ✔️ Sindaco | 4 254 | 51,03 | 450                       | 4,79  | –     |    |  |  |
| Lupo Sindaco                            | Salvatore Lupo ✔️ Sindaco | 4 254 | 51,03 | 439                       | 4,67  | –     |    |  |  |
|                                         | Angelo Ferrigno           | 4 083 | 48,97 | Movimento per l'Autonomia | 2 372 | 25,25 | 6  |  |  |
| Grande Sud                              | Angelo Ferrigno           | 4 083 | 48,97 | 1 064                     | 11,33 | 3     |    |  |  |
| Lista del Sindaco                       | Angelo Ferrigno           | 4 083 | 48,97 | 913                       | 9,72  | 2     |    |  |  |
| Sicilia in Movimento...Ferrigno Sindaco | Angelo Ferrigno           | 4 083 | 48,97 | 330                       | 3,51  | –     |    |  |  |
| UDEUR                                   | Angelo Ferrigno           | 4 083 | 48,97 | 302                       | 3,22  | –     |    |  |  |
| Totale                                  | Totale                    | 8 337 | 100   |                           | 9 393 | 100   | 20 |  |  |
|                                         |                           |       |       |                           |       |       |    |  |  |
| Fonte: Ministero dell'interno           |                           |       |       |                           |       |       |    |  |  |

### Nicosia
|                                                                  | Sergio Malfitano ✔️ Sindaco | 4 711 | 55,34 | Malfitano per Nicosia       | 1 659 | 17,11 | 4  |  |  |
| Unione di Centro                                                 | Sergio Malfitano ✔️ Sindaco | 4 711 | 55,34 | 1 088                       | 11,22 | 2     |    |  |  |
| Movimento Civico per Nicosia-Partecipare per Cambiare-Grande Sud | Sergio Malfitano ✔️ Sindaco | 4 711 | 55,34 | 797                         | 8,22  | 2     |    |  |  |
|                                                                  | Antonino Catania            | 2 070 | 24,32 | Partito Democratico         | 1 225 | 12,63 | 2  |  |  |
| Primavera Democratica per Nicosia-Italia dei Valori              | Antonino Catania            | 2 070 | 24,32 | 910                         | 9,39  | 2     |    |  |  |
| I Riformisti per Nicosia                                         | Antonino Catania            | 2 070 | 24,32 | 363                         | 3,74  | –     |    |  |  |
|                                                                  | Antonio Casale              | 1 732 | 20,35 | Polo Nicosia-Casale Sindaco | 1 579 | 16,29 | 4  |  |  |
| Il Popolo e la Città                                             | Antonio Casale              | 1 732 | 20,35 | 1 369                       | 14,12 | 3     |    |  |  |
| Nicosia Autonoma                                                 | Antonio Casale              | 1 732 | 20,35 | 706                         | 7,28  | 1     |    |  |  |
| Totale                                                           | Totale                      | 8 513 | 100   |                             | 9 696 | 100   | 20 |  |  |
|                                                                  |                             |       |       |                             |       |       |    |  |  |
| Fonte: Ministero dell'interno                                    |                             |       |       |                             |       |       |    |  |  |

## Provincia regionale di Messina

### Barcellona Pozzo di Gotto
| Candidati                                  | Candidati                       | II turno        | II turno        | I turno | I turno | Liste                                                                   | Voti   | %     | Seggi |
| Candidati                                  | Candidati                       | Voti            | %               | Voti    | %       | Liste                                                                   | Voti   | %     | Seggi |
| ------------------------------------------ | ------------------------------- | --------------- | --------------- | ------- | ------- | ----------------------------------------------------------------------- | ------ | ----- | ----- |
|                                            | Maria Teresa Collica ✔️ Sindaca | 13 664          | 61,28           | 6 396   | 29,23   | Voltiamo Pagina con il Centro Sinistra per Maria Teresa Collica Sindaco | 2 326  | 8,91  | 2     |
| Insieme per Cambiare                       | Maria Teresa Collica ✔️ Sindaca | 13 664          | 61,28           | 6 396   | 29,23   | 128                                                                     | 0,49   | –     |       |
|                                            | Rosario Antonio Catalfano       | 8 634           | 38,72           | 7 285   | 33,30   | Il Popolo della Libertà                                                 | 3 369  | 12,90 | 4     |
| Alleanza per Barcellona Pozzo di Gotto     | Rosario Antonio Catalfano       | 8 634           | 38,72           | 7 285   | 33,30   | 3 125                                                                   | 11,97  | 4     |       |
| Catalfamo Sindaco                          | Rosario Antonio Catalfano       | 8 634           | 38,72           | 7 285   | 33,30   | 2 835                                                                   | 10,86  | 4     |       |
| Cantiere Popolare-Noi Sud                  | Rosario Antonio Catalfano       | 8 634           | 38,72           | 7 285   | 33,30   | 2 255                                                                   | 8,64   | 3     |       |
| Giovani Per...                             | Rosario Antonio Catalfano       | 8 634           | 38,72           | 7 285   | 33,30   | 2 109                                                                   | 8,08   | 2     |       |
| Unione di Centro                           | Rosario Antonio Catalfano       | 8 634           | 38,72           | 7 285   | 33,30   | 1 888                                                                   | 7,23   | 2     |       |
|                                            | Santi Calderone                 | Santi Calderone | Santi Calderone | 4 897   | 22,38   | Partecipazione Popolare                                                 | 2 864  | 10,97 | 3     |
| Barcellona Pozzo di Gotto 2012-2022        | Santi Calderone                 | Santi Calderone | Santi Calderone | 4 897   | 22,38   | 1 867                                                                   | 7,15   | 2     |       |
| Movimento Civico Barcellona Viva           | Santi Calderone                 | Santi Calderone | Santi Calderone | 4 897   | 22,38   | 124                                                                     | 0,47   | –     |       |
|                                            | Filippo Marte                   | Filippo Marte   | Filippo Marte   | 3 300   | 15,08   | Partito Democratico                                                     | 1 651  | 6,32  | 2     |
| Movimento per l'Autonomia-Futuro e Libertà | Filippo Marte                   | Filippo Marte   | Filippo Marte   | 3 300   | 15,08   | 1 568                                                                   | 6,01   | 2     |       |
| Totale                                     | Totale                          | 22 298          | 100             | 21 878  | 100     |                                                                         | 26 109 | 100   | 30    |
|                                            |                                 |                 |                 |         |         |                                                                         |        |       |       |
| Fonte: Ministero dell'interno              |                                 |                 |                 |         |         |                                                                         |        |       |       |

### Lipari
|                               | Marco Giorgianni ✔️ Sindaco | 2 207 | 33,67 | Unione di Centro        | 1 641 | 22,30 | 5  |  |  |
| Nuovo Giorno                  | Marco Giorgianni ✔️ Sindaco | 2 207 | 33,67 | 873                     | 11,86 | 3     |    |  |  |
| Partito Democratico           | Marco Giorgianni ✔️ Sindaco | 2 207 | 33,67 | 813                     | 11,05 | 2     |    |  |  |
| Art.1 Autonomia e Libertà     | Marco Giorgianni ✔️ Sindaco | 2 207 | 33,67 | 570                     | 7,75  | 2     |    |  |  |
| Futuro e Libertà              | Marco Giorgianni ✔️ Sindaco | 2 207 | 33,67 | 367                     | 4,99  | –     |    |  |  |
|                               | Gianfranco Grasso           | 1 072 | 16,36 | Il Popolo della Libertà | 1 091 | 14,83 | 4  |  |  |
| Movimento per l'Autonomia     | Gianfranco Grasso           | 1 072 | 16,36 | 528                     | 7,18  | 1     |    |  |  |
| Punto Freccia                 | Gianfranco Grasso           | 1 072 | 16,36 | 210                     | 2,85  | –     |    |  |  |
|                               | Francesco Rizzo             | 941   | 14,36 | Vento Eoliano           | 373   | 5,07  | 1  |  |  |
|                               | Ersilia Pajno               | 424   | 6,47  | Il Faro-Insieme si Può  | 501   | 6,81  | 1  |  |  |
|                               | Pietro Lo Cascio            | 424   | 6,47  | La Sinistra             | 391   | 5,31  | 1  |  |  |
| Totale                        | Totale                      | 6 554 | 100   |                         | 7 358 | 100   | 20 |  |  |
|                               |                             |       |       |                         |       |       |    |  |  |
| Fonte: Ministero dell'interno |                             |       |       |                         |       |       |    |  |  |

## Provincia regionale di Ragusa

### Pozzallo
| Candidati                         | Candidati                 | II turno              | II turno              | I turno | I turno | Liste                       | Voti   | %     | Seggi |
| Candidati                         | Candidati                 | Voti                  | %                     | Voti    | %       | Liste                       | Voti   | %     | Seggi |
| --------------------------------- | ------------------------- | --------------------- | --------------------- | ------- | ------- | --------------------------- | ------ | ----- | ----- |
|                                   | Luigi Ammatuna ✔️ Sindaco | 5 761                 | 56,74                 | 3 606   | 36,35   | Partito Socialista Italiano | 869    | 8,07  | 5     |
| Sinistra Ecologia Libertà         | Luigi Ammatuna ✔️ Sindaco | 5 761                 | 56,74                 | 3 606   | 36,35   | 746                         | 6,93   | 4     |       |
| Pozzallo Giovane                  | Luigi Ammatuna ✔️ Sindaco | 5 761                 | 56,74                 | 3 606   | 36,35   | 611                         | 5,67   | 3     |       |
| Luigi Ammatuna Sindaco            | Luigi Ammatuna ✔️ Sindaco | 5 761                 | 56,74                 | 3 606   | 36,35   | 473                         | 4,39   | –     |       |
|                                   | Roberto Ammatuna          | 4 393                 | 43,26                 | 3 631   | 36,60   | Roberto Ammatuna Sindaco    | 1 309  | 12,15 | 2     |
| Partito Democratico               | Roberto Ammatuna          | 4 393                 | 43,26                 | 3 631   | 36,60   | 1 206                       | 11,20  | 1     |       |
| Il Timone                         | Roberto Ammatuna          | 4 393                 | 43,26                 | 3 631   | 36,60   | 801                         | 7,44   | 1     |       |
| Il Popolo Moderato Verso il PPE   | Roberto Ammatuna          | 4 393                 | 43,26                 | 3 631   | 36,60   | 727                         | 6,75   | 1     |       |
|                                   | Raffaele Monte            | Raffaele Monte        | Raffaele Monte        | 1 475   | 14,87   | Città Comune-Monte Sindaco  | 735    | 6,82  | 1     |
| Unione di Centro                  | Raffaele Monte            | Raffaele Monte        | Raffaele Monte        | 1 475   | 14,87   | 352                         | 3,27   | –     |       |
| Pozzallo (Generazione-Territorio) | Raffaele Monte            | Raffaele Monte        | Raffaele Monte        | 1 475   | 14,87   | 350                         | 3,25   | –     |       |
|                                   | Emanuele Pediliggieri     | Emanuele Pediliggieri | Emanuele Pediliggieri | 1 103   | 11,12   | Movimento per l'Autonomia   | 944    | 8,76  | 1     |
| Cantiere Popolare                 | Emanuele Pediliggieri     | Emanuele Pediliggieri | Emanuele Pediliggieri | 1 103   | 11,12   | 616                         | 5,72   | 1     |       |
| Movimento Libero                  | Emanuele Pediliggieri     | Emanuele Pediliggieri | Emanuele Pediliggieri | 1 103   | 11,12   | 412                         | 3,83   | –     |       |
| Emanuele Pediliggieri Sindaco     | Emanuele Pediliggieri     | Emanuele Pediliggieri | Emanuele Pediliggieri | 1 103   | 11,12   | 341                         | 3,17   | –     |       |
|                                   | Giovanni Manenti          | Giovanni Manenti      | Giovanni Manenti      | 105     | 1,06    | Grande Sud                  | 279    | 2,59  | –     |
| Totale                            | Totale                    | 10 154                | 100                   | 9 920   | 100     |                             | 10 771 | 100   | 20    |
|                                   |                           |                       |                       |         |         |                             |        |       |       |
| Fonte: Ministero dell'interno     |                           |                       |                       |         |         |                             |        |       |       |

### Scicli
| Candidati                                                                                   | Candidati                   | II turno        | II turno        | I turno | I turno | Liste                                                      | Voti   | %     | Seggi |
| Candidati                                                                                   | Candidati                   | Voti            | %               | Voti    | %       | Liste                                                      | Voti   | %     | Seggi |
| ------------------------------------------------------------------------------------------- | --------------------------- | --------------- | --------------- | ------- | ------- | ---------------------------------------------------------- | ------ | ----- | ----- |
|                                                                                             | Francesco Susino ✔️ Sindaco | 7 062           | 55,93           | 6 124   | 49,60   | Unione di Centro                                           | 2 282  | 16,03 | 4     |
| Territorio                                                                                  | Francesco Susino ✔️ Sindaco | 7 062           | 55,93           | 6 124   | 49,60   | 1 507                                                      | 10,58  | 3     |       |
| Susino Sindaco-Patto per Scicli                                                             | Francesco Susino ✔️ Sindaco | 7 062           | 55,93           | 6 124   | 49,60   | 1 227                                                      | 8,62   | 2     |       |
| Movimento per l'Autonomia                                                                   | Francesco Susino ✔️ Sindaco | 7 062           | 55,93           | 6 124   | 49,60   | 1 108                                                      | 7,78   | 2     |       |
| Liberi e Concreti-Futuro e Libertà                                                          | Francesco Susino ✔️ Sindaco | 7 062           | 55,93           | 6 124   | 49,60   | 877                                                        | 6,16   | 1     |       |
| Scicli e Tu-Movimento Politico Culturale                                                    | Francesco Susino ✔️ Sindaco | 7 062           | 55,93           | 6 124   | 49,60   | 700                                                        | 4,92   | –     |       |
|                                                                                             | Armando Cannata             | 5 564           | 44,07           | 3 851   | 31,19   | Partito Democratico                                        | 1 991  | 13,98 | 4     |
| Scicli Bene Comune (Sinistra Ecologia Libertà-Italia dei Valori-Federazione della Sinistra) | Armando Cannata             | 5 564           | 44,07           | 3 851   | 31,19   | 1 330                                                      | 9,34   | 2     |       |
|                                                                                             | Adolfo Padua                | Adolfo Padua    | Adolfo Padua    | 1 951   | 15,80   | Il Popolo della Libertà                                    | 1 630  | 11,45 | 2     |
| 5 Sindaci per Scicli                                                                        | Adolfo Padua                | Adolfo Padua    | Adolfo Padua    | 1 951   | 15,80   | 654                                                        | 4,59   | –     |       |
| Terramia                                                                                    | Adolfo Padua                | Adolfo Padua    | Adolfo Padua    | 1 951   | 15,80   | 499                                                        | 3,50   | –     |       |
|                                                                                             | Vincenzo Catera             | Vincenzo Catera | Vincenzo Catera | 422     | 3,42    | Enzo Catera Sindaco (Grande Sud-Movimento Senza Frontiere) | 433    | 3,04  | –     |
| Totale                                                                                      | Totale                      | 12 626          | 100             | 12 348  | 100     |                                                            | 14 238 | 100   | 20    |
|                                                                                             |                             |                 |                 |         |         |                                                            |        |       |       |
| Fonte: Ministero dell'interno                                                               |                             |                 |                 |         |         |                                                            |        |       |       |

## Provincia regionale di Siracusa

### Avola
| Candidati                     | Candidati                        | II turno                        | II turno                        | I turno | I turno | Liste                        | Voti   | %     | Seggi |
| Candidati                     | Candidati                        | Voti                            | %                               | Voti    | %       | Liste                        | Voti   | %     | Seggi |
| ----------------------------- | -------------------------------- | ------------------------------- | ------------------------------- | ------- | ------- | ---------------------------- | ------ | ----- | ----- |
|                               | Giovanni Luca Cannata ✔️ Sindaco | 7 738                           | 52,55                           | 3 488   | 21,17   | Grande Sud                   | 1 289  | 6,95  | 18    |
| Avola...La Nostra Terra       | Giovanni Luca Cannata ✔️ Sindaco | 7 738                           | 52,55                           | 3 488   | 21,17   | 51                           | 0,28   | –     |       |
|                               | Albino Di Giovanni               | 6 987                           | 47,45                           | 3 348   | 20,32   | Movimento Cittàttive         | 2 384  | 12,86 | 3     |
| Alleati per Avola             | Albino Di Giovanni               | 6 987                           | 47,45                           | 3 348   | 20,32   | 1 575                        | 8,50   | 1     |       |
| Italia dei Valori             | Albino Di Giovanni               | 6 987                           | 47,45                           | 3 348   | 20,32   | 126                          | 0,68   | –     |       |
|                               | Corrado Loreto                   | Corrado Loreto                  | Corrado Loreto                  | 2 045   | 12,41   | Futuro e Libertà (A)         | 1 570  | 8,47  | 1     |
| Tutti per Avola               | Corrado Loreto                   | Corrado Loreto                  | Corrado Loreto                  | 2 045   | 12,41   | 377                          | 2,03   | –     |       |
|                               | Paolo Caruso                     | Paolo Caruso                    | Paolo Caruso                    | 2 037   | 12,36   | Movimento per l'Autonomia    | 2 117  | 11,42 | 2     |
| Unione di Centro              | Paolo Caruso                     | Paolo Caruso                    | Paolo Caruso                    | 2 037   | 12,36   | 1 223                        | 6,60   | 1     |       |
| Autonomia Avolese             | Paolo Caruso                     | Paolo Caruso                    | Paolo Caruso                    | 2 037   | 12,36   | 1 185                        | 6,39   | 1     |       |
|                               | Gaetano Cancemi                  | Gaetano Cancemi                 | Gaetano Cancemi                 | 1 499   | 9,10    | Partito Democratico (A)      | 1 366  | 7,37  | 1     |
|                               | Fabio Cancemi                    | Fabio Cancemi                   | Fabio Cancemi                   | 1 431   | 8,68    | Il Popolo della Libertà      | 2 039  | 11,00 | 1     |
|                               | Vincenzo Sebastiano Dell'Albani  | Vincenzo Sebastiano Dell'Albani | Vincenzo Sebastiano Dell'Albani | 1 109   | 6,73    | Movimento Popolare Siciliano | 1 301  | 7,02  | 1     |
|                               | Gaetano Sano                     | Gaetano Sano                    | Gaetano Sano                    | 882     | 5,35    | Sinistra Ecologia Libertà    | 465    | 2,51  | –     |
|                               | Patrizia Brundo                  | Patrizia Brundo                 | Patrizia Brundo                 | 638     | 3,87    | Cantiere Popolare            | 2 200  | 11,87 | 1     |
| Sos Avola                     | Patrizia Brundo                  | Patrizia Brundo                 | Patrizia Brundo                 | 638     | 3,87    | 25                           | 0,13   | –     |       |
| Totale                        | Totale                           | 14 725                          | 100                             | 16 477  | 100     |                              | 18 535 | 100   | 30    |
|                               |                                  |                                 |                                 |         |         |                              |        |       |       |
| Fonte: Ministero dell'interno |                                  |                                 |                                 |         |         |                              |        |       |       |

### Floridia
| Candidati                           | Candidati                   | II turno                 | II turno                 | I turno | I turno | Liste                | Voti   | %     | Seggi |
| Candidati                           | Candidati                   | Voti                     | %                        | Voti    | %       | Liste                | Voti   | %     | Seggi |
| ----------------------------------- | --------------------------- | ------------------------ | ------------------------ | ------- | ------- | -------------------- | ------ | ----- | ----- |
|                                     | Orazio Scalorino ✔️ Sindaco | 7 166                    | 64,76                    | 3 982   | 35,18   | Partito Democratico  | 951    | 7,14  | 2     |
| Movimento Cittàttive                | Orazio Scalorino ✔️ Sindaco | 7 166                    | 64,76                    | 3 982   | 35,18   | 925                  | 6,94   | 1     |       |
| Orazio Scalorino Sindaco            | Orazio Scalorino ✔️ Sindaco | 7 166                    | 64,76                    | 3 982   | 35,18   | 570                  | 4,28   | –     |       |
|                                     | Emanuele Faraci             | 3 900                    | 35,24                    | 2 536   | 22,40   | Primavera Floridiana | 2 016  | 15,14 | 5     |
| Floridia Viva-La Città che Vogliamo | Emanuele Faraci             | 3 900                    | 35,24                    | 2 536   | 22,40   | 804                  | 6,04   | 1     |       |
| Unione di Centro-Floridia Libera    | Emanuele Faraci             | 3 900                    | 35,24                    | 2 536   | 22,40   | 561                  | 4,21   | –     |       |
|                                     | Vincenzo Antonio Giudice    | Vincenzo Antonio Giudice | Vincenzo Antonio Giudice | 2 444   | 21,59   | Cantiere Popolare    | 1 758  | 13,20 | 4     |
| Giudice Sindaco                     | Vincenzo Antonio Giudice    | Vincenzo Antonio Giudice | Vincenzo Antonio Giudice | 2 444   | 21,59   | 706                  | 5,30   | 1     |       |
| Grande Sud-La Destra                | Vincenzo Antonio Giudice    | Vincenzo Antonio Giudice | Vincenzo Antonio Giudice | 2 444   | 21,59   | 548                  | 4,11   | –     |       |
| Il Popolo della Libertà             | Vincenzo Antonio Giudice    | Vincenzo Antonio Giudice | Vincenzo Antonio Giudice | 2 444   | 21,59   | 538                  | 4,04   | –     |       |
| Faraci per Floridia                 | Vincenzo Antonio Giudice    | Vincenzo Antonio Giudice | Vincenzo Antonio Giudice | 2 444   | 21,59   | 405                  | 3,04   | –     |       |
|                                     | Salvatore Alfano            | Salvatore Alfano         | Salvatore Alfano         | 2 357   | 20,82   | Nuove Idee (A)       | 1 343  | 10,08 | 3     |
| Movimento per l'Autonomia (A)       | Salvatore Alfano            | Salvatore Alfano         | Salvatore Alfano         | 2 357   | 20,82   | 821                  | 6,16   | 2     |       |
| Autonomia Floridiana (A)            | Salvatore Alfano            | Salvatore Alfano         | Salvatore Alfano         | 2 357   | 20,82   | 777                  | 5,83   | 1     |       |
| Floridia dei Valori                 | Salvatore Alfano            | Salvatore Alfano         | Salvatore Alfano         | 2 357   | 20,82   | 597                  | 4,48   | –     |       |
| Totale                              | Totale                      | 11 066                   | 100                      | 11 319  | 100     |                      | 13 320 | 100   | 20    |
|                                     |                             |                          |                          |         |         |                      |        |       |       |
| Fonte: Ministero dell'interno       |                             |                          |                          |         |         |                      |        |       |       |

### Melilli
|                                       | Giuseppe Cannata ✔️ Sindaco | 3 864 | 50,61 | Unione di Centro      | 1 879 | 21,67 | 5  |  |  |
| Grande Sud-Generazione Futura Melilli | Giuseppe Cannata ✔️ Sindaco | 3 864 | 50,61 | 1 388                 | 16,01 | 4     |    |  |  |
| Partito Democratico                   | Giuseppe Cannata ✔️ Sindaco | 3 864 | 50,61 | 821                   | 9,47  | 2     |    |  |  |
| Melilli dei Valori                    | Giuseppe Cannata ✔️ Sindaco | 3 864 | 50,61 | 672                   | 7,75  | 1     |    |  |  |
| Sinistra Ecologica Libera per Melilli | Giuseppe Cannata ✔️ Sindaco | 3 864 | 50,61 | 276                   | 3,18  | –     |    |  |  |
|                                       | Antonino Scullo             | 1 821 | 23,85 | Comunità e Territorio | 1 039 | 11,98 | 3  |  |  |
| Movimento per l'Autonomia             | Antonino Scullo             | 1 821 | 23,85 | 487                   | 5,62  | 1     |    |  |  |
| Nuccio Scollo Sindaco                 | Antonino Scullo             | 1 821 | 23,85 | 460                   | 5,31  | 1     |    |  |  |
| Amo Melilli                           | Antonino Scullo             | 1 821 | 23,85 | 188                   | 2,17  | –     |    |  |  |
|                                       | Remo Sebastiano Ternullo    | 1 666 | 21,82 | Cantiere Popolare     | 771   | 8,89  | 2  |  |  |
| Il Popolo della Libertà               | Remo Sebastiano Ternullo    | 1 666 | 21,82 | 511                   | 5,89  | 1     |    |  |  |
|                                       | Energica Baffo              | 284   | 3,72  | Insieme per Melilli   | 179   | 2,06  | –  |  |  |
| Totale                                | Totale                      | 7 635 | 100   |                       | 8 671 | 100   | 20 |  |  |
|                                       |                             |       |       |                       |       |       |    |  |  |
| Fonte: Ministero dell'interno         |                             |       |       |                       |       |       |    |  |  |

## Provincia regionale di Trapani

### Trapani
| Candidati                                         | Candidati                           | II turno                            | II turno                            | I turno | I turno | Liste                                                                   | Voti   | %     | Seggi |
| Candidati                                         | Candidati                           | Voti                                | %                                   | Voti    | %       | Liste                                                                   | Voti   | %     | Seggi |
| ------------------------------------------------- | ----------------------------------- | ----------------------------------- | ----------------------------------- | ------- | ------- | ----------------------------------------------------------------------- | ------ | ----- | ----- |
|                                                   | Vito Damiano ✔️ Sindaco             | 12 309                              | 53,56                               | 7 289   | 27,42   | Il Popolo della Libertà                                                 | 4 721  | 13,11 | 5     |
| Lista Fazio                                       | Vito Damiano ✔️ Sindaco             | 12 309                              | 53,56                               | 7 289   | 27,42   | 4 023                                                                   | 11,17  | 4     |       |
|                                                   | Giuseppe Maurici                    | 10 673                              | 46,44                               | 10 084  | 37,93   | Grande Trapani                                                          | 3 992  | 11,09 | 4     |
| Futuro e Libertà                                  | Giuseppe Maurici                    | 10 673                              | 46,44                               | 10 084  | 37,93   | 2 996                                                                   | 8,32   | 3     |       |
| Liberali Cattolici Socialisti                     | Giuseppe Maurici                    | 10 673                              | 46,44                               | 10 084  | 37,93   | 2 816                                                                   | 7,82   | 3     |       |
| Grande Sud                                        | Giuseppe Maurici                    | 10 673                              | 46,44                               | 10 084  | 37,93   | 2 706                                                                   | 7,52   | 3     |       |
| Movimento Popolare Siciliano                      | Giuseppe Maurici                    | 10 673                              | 46,44                               | 10 084  | 37,93   | 2 431                                                                   | 6,75   | 3     |       |
| Movimento per l'Autonomia                         | Giuseppe Maurici                    | 10 673                              | 46,44                               | 10 084  | 37,93   | 1 879                                                                   | 5,22   | 2     |       |
| Unione di Centro                                  | Giuseppe Maurici                    | 10 673                              | 46,44                               | 10 084  | 37,93   | 1 657                                                                   | 4,60   | –     |       |
|                                                   | Sabrina Rocca                       | Sabrina Rocca                       | Sabrina Rocca                       | 5 210   | 19,60   | Partito Democratico                                                     | 3 377  | 9,38  | 3     |
| Sabrina Rocca per Trapani Democratica con Vendola | Sabrina Rocca                       | Sabrina Rocca                       | Sabrina Rocca                       | 5 210   | 19,60   | 1 668                                                                   | 4,63   | –     |       |
|                                                   | Stefano Nola                        | Stefano Nola                        | Stefano Nola                        | 2 059   | 7,75    | Facciamo Trapani                                                        | 1 485  | 4,12  | –     |
|                                                   | Giuseppe Caradonna                  | Giuseppe Caradonna                  | Giuseppe Caradonna                  | 1 252   | 4,71    | Caradonna Sindaco (Italia dei Valori con la Federazione della Sinistra) | 1 673  | 4,65  | –     |
|                                                   | Luigi Fasoni                        | Luigi Fasoni                        | Luigi Fasoni                        | 418     | 1,57    | Fratelli d'Italia-Partito del Popolo Siciliano                          | 318    | 0,88  | –     |
|                                                   | Vincenzo Maurizio Marrone D'Alberti | Vincenzo Maurizio Marrone D'Alberti | Vincenzo Maurizio Marrone D'Alberti | 271     | 1,02    | Ecologisti e Reti Civiche                                               | 260    | 0,72  | –     |
| Totale                                            | Totale                              | 22 982                              | 100                                 | 26 583  | 100     |                                                                         | 36 002 | 100   | 30    |
|                                                   |                                     |                                     |                                     |         |         |                                                                         |        |       |       |
| Fonte: Ministero dell'interno                     |                                     |                                     |                                     |         |         |                                                                         |        |       |       |

### Alcamo
| Candidati                                                    | Candidati                       | II turno          | II turno          | I turno | I turno | Liste                                                | Voti   | %     | Seggi |
| Candidati                                                    | Candidati                       | Voti              | %                 | Voti    | %       | Liste                                                | Voti   | %     | Seggi |
| ------------------------------------------------------------ | ------------------------------- | ----------------- | ----------------- | ------- | ------- | ---------------------------------------------------- | ------ | ----- | ----- |
|                                                              | Sebastiano Bonventre ✔️ Sindaco | 12 930            | 50,08             | 11 568  | 39,68   | Partito Democratico                                  | 5 691  | 22,48 | 7     |
| Area Democratica                                             | Sebastiano Bonventre ✔️ Sindaco | 12 930            | 50,08             | 11 568  | 39,68   | 3 759                                                | 14,85  | 4     |       |
| Insieme per Alcamo                                           | Sebastiano Bonventre ✔️ Sindaco | 12 930            | 50,08             | 11 568  | 39,68   | 2 296                                                | 9,07   | 3     |       |
| Patto per Alcamo                                             | Sebastiano Bonventre ✔️ Sindaco | 12 930            | 50,08             | 11 568  | 39,68   | 2 222                                                | 8,78   | 2     |       |
| Alcamo Differente (Sinistra Ecologia Libertà-Nuova Presenza) | Sebastiano Bonventre ✔️ Sindaco | 12 930            | 50,08             | 11 568  | 39,68   | 2 017                                                | 7,97   | 2     |       |
| Italia dei Valori-Democratici per Alcamo                     | Sebastiano Bonventre ✔️ Sindaco | 12 930            | 50,08             | 11 568  | 39,68   | 1 739                                                | 6,87   | 2     |       |
|                                                              | Nicolò Solina                   | 12 891            | 49,92             | 4 400   | 15,09   | Alcamo Bene Comune                                   | 2 789  | 11,02 | 3     |
|                                                              | Francesca De Luca               | Francesca De Luca | Francesca De Luca | 3 691   | 12,66   | Grande Sud-Cantiere Popolare-Il Popolo della Libertà | 2 499  | 9,87  | 2     |
| Uniti per Alcamo (Alleanza per l'Italia-Cambiamo Alcamo)     | Francesca De Luca               | Francesca De Luca | Francesca De Luca | 3 691   | 12,66   | 1 843                                                | 7,28   | 2     |       |
|                                                              | Francesco Orlando               | Francesco Orlando | Francesco Orlando | 3 085   | 10,58   | Per il Partito del Sud (Noi Sud-Lega Sud Ausonia)    | 1 768  | 6,98  | 1     |
|                                                              | Girolamo Turano                 | Girolamo Turano   | Girolamo Turano   | 2 574   | 8,83    | Unione di Centro                                     | 2 529  | 9,99  | 2     |
| Totale                                                       | Totale                          | 25 821            | 100               | 29 152  | 100     |                                                      | 25 318 | 100   | 30    |
|                                                              |                                 |                   |                   |         |         |                                                      |        |       |       |
| Fonte: Ministero dell'interno                                |                                 |                   |                   |         |         |                                                      |        |       |       |

### Castelvetrano
| Candidati                                 | Candidati                        | II turno           | II turno           | I turno | I turno | Liste | Voti   | %     | Seggi |
| Candidati                                 | Candidati                        | Voti               | %                  | Voti    | %       | Liste | Voti   | %     | Seggi |
| ----------------------------------------- | -------------------------------- | ------------------ | ------------------ | ------- | ------- | --- | ------ | ----- | ----- |
|                                           | Felice Junior Errante ✔️ Sindaco | 9 239              | 52,19              | 8 339   | 46,81   | Unione di Centro | 2 972  | 14,65 | 6     |
| Futuro e Libertà                          | Felice Junior Errante ✔️ Sindaco | 9 239              | 52,19              | 8 339   | 46,81   | 2 263 | 11,16  | 4     |       |
| Città Nuova                               | Felice Junior Errante ✔️ Sindaco | 9 239              | 52,19              | 8 339   | 46,81   | 1 892 | 9,33   | 4     |       |
| Partito Democratico                       | Felice Junior Errante ✔️ Sindaco | 9 239              | 52,19              | 8 339   | 46,81   | 1 405 | 6,93   | 2     |       |
| Alleanza per l'Italia                     | Felice Junior Errante ✔️ Sindaco | 9 239              | 52,19              | 8 339   | 46,81   | 1 255 | 6,19   | 2     |       |
|                                           | Giovanni Lo Sciuto               | 8 462              | 47,81              | 7 751   | 43,51   | Alleanza X la Sicilia                                                                                                | 2 404  | 11,85 | 3     |
| Movimento per l'Autonomia                 | Giovanni Lo Sciuto               | 8 462              | 47,81              | 7 751   | 43,51   | 1 918 | 9,46   | 3     |       |
| Il Popolo della Libertà                   | Giovanni Lo Sciuto               | 8 462              | 47,81              | 7 751   | 43,51   | 1 792 | 8,83   | 2     |       |
| Cantiere Popolare-Le Ali di Castelvetrano | Giovanni Lo Sciuto               | 8 462              | 47,81              | 7 751   | 43,51   | 1 679 | 8,28   | 2     |       |
| Castelvetrano Avvenire                    | Giovanni Lo Sciuto               | 8 462              | 47,81              | 7 751   | 43,51   | 1 287 | 6,34   | 2     |       |
| Grande Sud                                | Giovanni Lo Sciuto               | 8 462              | 47,81              | 7 751   | 43,51   | 634 | 3,13   | –     |       |
|                                           | Ferdinando Firenze               | Ferdinando Firenze | Ferdinando Firenze | 1 725   | 9,68    | Firenze Sindaco (Italia dei Valori-Sinistra Ecologia Libertà-Federazione della Sinistra-Partito Socialista Italiano) | 784    | 3,86  | –     |
| Totale                                    | Totale                           | 17 701             | 100                | 17 815  | 100     | | 20 285 | 100   | 30    |
|                                           |                                  |                    |                    |         |         | |        |       |       |
| Fonte: Ministero dell'interno             |                                  |                    |                    |         |         | |        |       |       |

### Erice
|                               | Giacomo Tranchida ✔️ Sindaco | 7 401  | 63,12 | Partito Democratico                                                                   | 2 088  | 13,67 | 4  |  |  |
| Erice in Tutti Noi            | Giacomo Tranchida ✔️ Sindaco | 7 401  | 63,12 | 2 007                                                                                 | 13,14  | 3     |    |  |  |
| Erice che Vogliamo            | Giacomo Tranchida ✔️ Sindaco | 7 401  | 63,12 | 1 465                                                                                 | 9,59   | 2     |    |  |  |
| Erice Più Grande              | Giacomo Tranchida ✔️ Sindaco | 7 401  | 63,12 | 1 191                                                                                 | 7,80   | 2     |    |  |  |
| Libero Movimento per Erice    | Giacomo Tranchida ✔️ Sindaco | 7 401  | 63,12 | 886                                                                                   | 5,80   | 1     |    |  |  |
|                               | Ignazio Giuseppe Grimaldi    | 3 825  | 32,62 | Partito Socialista Italiano                                                           | 1 351  | 8,85  | 2  |  |  |
| Il Popolo della Libertà       | Ignazio Giuseppe Grimaldi    | 3 825  | 32,62 | 1 150                                                                                 | 7,53   | 1     |    |  |  |
| Verso la Grande Città         | Ignazio Giuseppe Grimaldi    | 3 825  | 32,62 | 1 064                                                                                 | 6,97   | 1     |    |  |  |
| Unione di Centro              | Ignazio Giuseppe Grimaldi    | 3 825  | 32,62 | 989                                                                                   | 6,48   | 1     |    |  |  |
| Movimento Popolare Siciliano  | Ignazio Giuseppe Grimaldi    | 3 825  | 32,62 | 945                                                                                   | 6,19   | 1     |    |  |  |
| Grande Sud                    | Ignazio Giuseppe Grimaldi    | 3 825  | 32,62 | 913                                                                                   | 5,98   | 1     |    |  |  |
| Futuro e Libertà              | Ignazio Giuseppe Grimaldi    | 3 825  | 32,62 | 850                                                                                   | 5,57   | 1     |    |  |  |
|                               | Aldo Marchingiglio           | 499    | 4,26  | Marchingiglio Sindaco per Erice (Italia dei Valori con la Federazione della Sinistra) | 375    | 2,46  | –  |  |  |
| Totale                        | Totale                       | 11 725 | 100   |                                                                                       | 15 274 | 100   | 20 |  |  |
|                               |                              |        |       |                                                                                       |        |       |    |  |  |
| Fonte: Ministero dell'interno |                              |        |       |                                                                                       |        |       |    |  |  |

### Marsala
| Candidati                                                                          | Candidati                           | II turno                            | II turno                            | I turno | I turno | Liste                               | Voti   | %     | Seggi |
| Candidati                                                                          | Candidati                           | Voti                                | %                                   | Voti    | %       | Liste                               | Voti   | %     | Seggi |
| ---------------------------------------------------------------------------------- | ----------------------------------- | ----------------------------------- | ----------------------------------- | ------- | ------- | ----------------------------------- | ------ | ----- | ----- |
|                                                                                    | Giulia Maria Adamo ✔️ Sindaca       | 21 275                              | 65,86                               | 18 065  | 46,15   | Unione di Centro                    | 4 671  | 9,82  | 4     |
| Partito Democratico                                                                | Giulia Maria Adamo ✔️ Sindaca       | 21 275                              | 65,86                               | 18 065  | 46,15   | 4 455                               | 9,37   | 4     |       |
| Movimento Popolare Siciliano                                                       | Giulia Maria Adamo ✔️ Sindaca       | 21 275                              | 65,86                               | 18 065  | 46,15   | 3 519                               | 7,40   | 3     |       |
| Coraggio e Passione per Marsala                                                    | Giulia Maria Adamo ✔️ Sindaca       | 21 275                              | 65,86                               | 18 065  | 46,15   | 3 232                               | 6,80   | 3     |       |
| Autonomia e Libertà-Marsala al Centro-Lista Lo Curto                               | Giulia Maria Adamo ✔️ Sindaca       | 21 275                              | 65,86                               | 18 065  | 46,15   | 2 512                               | 5,28   | 2     |       |
| Forza Marsala                                                                      | Giulia Maria Adamo ✔️ Sindaca       | 21 275                              | 65,86                               | 18 065  | 46,15   | 2 470                               | 5,19   | 2     |       |
|                                                                                    | Salvatore Ombra                     | 11 027                              | 34,14                               | 11 663  | 29,79   | Marsala Avvenire Noi Marsalesi      | 5 326  | 11,20 | 4     |
| Grande Sud                                                                         | Salvatore Ombra                     | 11 027                              | 34,14                               | 11 663  | 29,79   | 3 579                               | 7,53   | 3     |       |
| Futuro per Marsala                                                                 | Salvatore Ombra                     | 11 027                              | 34,14                               | 11 663  | 29,79   | 3 407                               | 7,16   | 3     |       |
| Il Popolo della Libertà                                                            | Salvatore Ombra                     | 11 027                              | 34,14                               | 11 663  | 29,79   | 2 637                               | 5,54   | 2     |       |
| Iniziativa Democratica Popolare                                                    | Salvatore Ombra                     | 11 027                              | 34,14                               | 11 663  | 29,79   | 2 276                               | 4,79   | –     |       |
| Cantiere Popolare-Nuovo PSI                                                        | Salvatore Ombra                     | 11 027                              | 34,14                               | 11 663  | 29,79   | 2 268                               | 4,77   | –     |       |
|                                                                                    | Giuseppe Gandolfo                   | Giuseppe Gandolfo                   | Giuseppe Gandolfo                   | 5 160   | 13,18   | Sinistra Ecologia Libertà           | 2 075  | 4,36  | –     |
| Marsala è Tua (Federazione della Sinistra-Italia dei Valori-Federazione dei Verdi) | Giuseppe Gandolfo                   | Giuseppe Gandolfo                   | Giuseppe Gandolfo                   | 5 160   | 13,18   | 1 216                               | 2,56   | –     |       |
|                                                                                    | Anna Maria Angileri                 | Anna Maria Angileri                 | Anna Maria Angileri                 | 2 807   | 7,17    | Insieme per Marsala                 | 1 656  | 3,48  | –     |
|                                                                                    | Martino Morsello                    | Martino Morsello                    | Martino Morsello                    | 937     | 2,39    | Movimento dei Forconi               | 699    | 1,47  | –     |
|                                                                                    | Salvatore Gabriele Pasquale Rubbino | Salvatore Gabriele Pasquale Rubbino | Salvatore Gabriele Pasquale Rubbino | 516     | 1,32    | Fratelli d'Italia Ettore Fieramosca | 1 560  | 3,28  | –     |
| Totale                                                                             | Totale                              | 32 302                              | 100                                 | 39 148  | 100     |                                     | 47 558 | 100   | 30    |
|                                                                                    |                                     |                                     |                                     |         |         |                                     |        |       |       |
| Fonte: Ministero dell'interno                                                      |                                     |                                     |                                     |         |         |                                     |        |       |       |